# Volkiella disticha
Volkiella es un género monotípico de plantas herbáceas perteneciente a la familia de las ciperáceas. Su única especie, Volkiella disticha Merxm. & Czech, es originaria de Namibia.

## Descripción
Es una planta anual herbácea, mesófila ue alcanza un tamaño de 0,05-0,25 m de altura a una altitud de  1000 - 1095 metros en Namibia.

## Taxonomía
Volkiella disticha fue descrita por Merxm. & Czech y publicado en Mitteilungen der Botanischen Staatssammlung München 8: 318. 1953.